# Смарагдов, Василий Александрович
Васи́лий Алекса́ндрович Смара́гдов (?—1864) — православный священник, духовный писатель, богослов и проповедник.
Окончил в 1843 году Новгородскую духовную семинарию (1-й разряд), в 1847 году окончил Санкт-Петербургскую духовную академию (XVII курс) со степенью магистра богословия. Был священником в церкви Симеона и Анны на Моховой улице в Санкт-Петербурге.
Пользовался известностью как проповедник. Написал ряд книг. Одна из них — «Пособие к доброму чтению и слушанию слова божия в книгах Ветхого и Нового завета» — включает в себя словарь церковнославянских слов; её использовал Григорий Дьяченко как один из источников для составления своего Полного церковнославянского словаря; эта книга была неоднократно переиздана.

## Сочинения
- Беседы о надежде или на молитву Господню и девять евангельских блаженств / священника Василия Смарагдова. — СПб.: В тип. департамента Внешней торговли, 1854.
- Беседы (катихизические) о любви или о десяти заповедях Божиих", произнесенные в Симеоновской, что в Моховой улице, церкви свящ. Василием Смарагдовым. — СПб.: тип. Деп. внеш. торговли, 1860. — [2], 179 с.
- Страдание и прославление Спасителя : Свод евангельских сказаний о страданиях, смерти, Воскресении и Вознесении Иисуса Христа" / Сост. свящ. Василий Смарагдов. — СПб.: тип. Деп. уделов, 1861. — 98 с.
- Пособие к доброму чтению и слушанию слова божия в книгах Ветхого и Нового завета" / Сост. свящ. магистр богословия Василий Смарагдов. — СПб.: т-во «Обществ. польза» — [4], VI, 386 с., 2 л. карт (с картиной земли Обетованной и путешествия ап. Павла); 1861.
  - 2-е издание — СПб.: т-во «Обществ. польза», 1869;
  - 3-е издание — СПб.: т-во «Обществ. польза», 1875.